# Kepler-186f
Kepler-186f je egzoplanet koji orbitira crvenog patuljka Kepler-186, na udaljenosti od 582 svjetlosne godine, u zviježđu Labud. Otkriven je dana 17. travnja 2014., a prvi rezultati su objavljeni još 19. ožujka. Otkriven je analizom podataka iz trogodišnjeg razdoblja. Jedan je od sličnijih planeta Zemlji, a i prvi je planet veličinom sličan Zemlji otkriven u nastanjivoj zoni.

## Obilježja
Planet ima polumjer jednak 1.17 polumjera Zemlje. Masa je 1.4 mase Zemlje. Ima orbitalni period od 130 dana. Orbitira oko zvijezde Kepler-186, crvenog patuljka spektralnog tipa M1V koji ima još četiri planeta. Starost sustava je 4 milijardi godina, samo 600 milijuna godina mlađe od Sunca. Sam planet nalazi se na vanjskom rubu nastanjive zone, te bi mogao biti hladniji od Marsa. To utječe na sličnost Zemlji, koja zbog toga iznosi 64%. No, temperature bi mogle biti nešto više ako planet ima efekt staklenika.
Crveni patuljci, zvijezde M-tipa, emtiraju puno zračenja, pa je to još jedna potencijalna prepreka. Srećom, Kepler-186 nije puno aktivan. Također, još se ne zna ima li Kepler-186f atmosferu.
Jedan sastav iz 2015. govori da Kepler-186f, zajedno s Keplerom-442b i Keplerom-62f, je najbolji kandidat za nastanjivost. U lipnju 2018., otkriveno je da bi Kepler-186f mogao imati nagib osi sličan Zemljinom, a s time i godišnja doba.
SETI je osluškivao tražeći ikakve potencijalne signale, bez uspjeha.

## Vanjske poveznice
- NASA – Mission overview.
- NASA – Kepler Discoveries – Summary Table  Arhivirana inačica izvorne stranice od 1. travnja 2017. (Wayback Machine).
- NASA – Kepler-186f at The NASA Exoplanet Archive.
- NASA – Kepler-186f at The Exoplanet Data Explorer.
- NASA – Kepler-186f at The Extrasolar Planets Encyclopaedia.
- Habitable Exolanets Catalog at UPR-Arecibo.
- NASA – Kepler 186f – SETI Institute – A Planet in the Habitable Zone (video)  Arhivirana inačica izvorne stranice od 18. travnja 2014. (Wayback Machine) 2014.
- NASA – NASA Press kit  Arhivirana inačica izvorne stranice od 18. travnja 2014. (Wayback Machine).